# Opération Road's End
 (décembre 2023).
Si vous disposez d'ouvrages ou d'articles de référence ou si vous connaissez des sites web de qualité traitant du thème abordé ici, merci de compléter l'article en donnant les références utiles à sa vérifiabilité et en les liant à la section « Notes et références ».
L'opération Road's End est une opération militaire des Alliés visant à la destruction définitive de la flotte sous-marine de la Marine impériale japonaise à la suite de la reddition du Japon à la fin de la Seconde Guerre mondiale.

## Contexte
Le 26 juillet 1945, à Potsdam en Allemagne, les États-Unis, le Royaume-Uni et la République de Chine, dans la Proclamation de Potsdam, annoncent les conditions qu'ils proposent pour la reddition du Japon, qui comprennent une déclaration selon laquelle "les forces militaires japonaises seront complètement désarmées". À ce moment-là, les Russes ne sont pas en guerre contre le Japon.
Le 2 août 1945, les Américains, les Britanniques et les Russes signent l'accord de Potsdam. Cet accord scellera entre autres le sort de la majorité des sous-marins allemands (U-boote) de la Kriegsmarine qui se sont rendus. Chacun des trois principaux alliés est autorisé à conserver 10 U-Boote à des fins d'essai et d'expérimentation. Les 118 U-Boote restants de chaque côté de l'Atlantique doivent être coulés en eau profonde avant le 15 février 1946 (Opération Deadlight).
Le 6 septembre 1945, à Washington DC, le président Harry S. Truman approuve un document intitulé "La politique initiale des États-Unis après la défaite concernant le Japon" qui comprend des déclarations selon lesquelles "les forces terrestres, aériennes et navales du Japon seront désarmées et dissoutes et que "les navires de guerre seront remis et dont il sera disposé selon les exigences du commandant suprême" (Commandement suprême des forces alliées - général d'armée Douglas MacArthur).
À la fin de la guerre, 49 sous-marins de l'ancienne Marine impériale japonaise se rendent à flot en Extrême-Orient:
- Sous-marin de 1re classe:

- I-14
- I-36
- I-47
- I-53
- I-58
- I-121
- I-155
- I-156
- I-157
- I-158
- I-159
- I-162
- I-201
- I-202
- I-203
- I-363
- I-366
- I-367
- I-369
- I-400
- I-401
- I-402
- I-501 (U-181)
- I-502 (U-862)
- I-503 (UIT-24)
- I-504 (UIT-25)
- I-505 (U-219)
- I-506 (U-195)

- Sous-marin de 2e classe:

- Ro-50
- Ro-63
- Ro-68
- Ro-500 (U-511)
- Ha-103
- Ha-105
- Ha-106
- Ha-107
- Ha-108
- Ha-109
- Ha-111
- Ha-201
- Ha-202
- Ha-203
- Ha-204
- Ha-205
- Ha-207
- Ha-208
- Ha-209
- Ha-210

Beaucoup de ces sous-marins se rendent à la base de la Marine impériale japonaise à Sasebo, près de Nagasaki, à l'extrême ouest de Kyushu. Trois anciens U-Boote allemands se rendent également aux forces américaines au Japon: le U-511 à Maizuru et deux anciens sous-marins italiens, les UIT-24 et UIT-25 à Kobe.

Quatre autres ex-U-Boote se rendent sous le drapeau japonais à la Royal Navy; deux à Singapour et deux à Java. La proclamation de Potsdam a déterminé le sort de ces quatre ex-U-Boote, mais elle n'a pas précisé le sort des trois ex-U-Boote au Japon.
En octobre 1945, cinq "super" sous-marins de la Marine impériale japonaise (I-14, I-201, I-203, I-400 et I-401) sont transférés du Japon à Pearl Harbor, à Hawaii, pour être testés et évalués par l'US Navy. Ils doivent être détruits à la discrétion du commandement en chef de la flotte du Pacifique (United States Pacific Fleet).
Fin 1945, la plupart des sous-marins de la Marine impériale japonaise restants sont déplacés des ports où ils se sont rendus à Sasebo, en particulier ceux de Kure.
Février 1946, les quatre ex-U-Boote sont coulés ou abattu à Singapour et deux à Java conformément aux recommandations de la Commission navale tripartite (Tripartite Naval Commission ou TNC) mise en place à la suite de la déclaration de Potsdam en Europe pour disposer des restes de la flotte nazie :
- 3 février 1946, le I-505 (ex-U-219) est coulé au sud du détroit de la Sonde, en Indonésie, par le destroyer de la marine royale néerlandaise HNLMS Kortenaar (ex-navire britannique HMS Scorpion).
- 15 février 1946, les ex-U-boote I-501 (ex-U-181) et I-502 (ex-U-862) sont coulés par les frégates de la Royal Navy HMS Loch Lomond et HMS Loch Glendhu dans le détroit de Malacca, au large de Singapour, tandis que le I-506 (ex-U-195) est coulé par le croiseur de la Royal Navy HMS Sussex dans la mer de Bali, à l'est des Îles Kangean.

Le 26 mars 1946, à Washington DC., lors d'une conférence des officiers de sous-marins, il est rapporté que "des ordres sont donnés pour éliminer tous les sous-marins japonais en les coulant. Ceux du Japon seront coulés immédiatement, ceux de Pearl Harbor lorsque le Commandement suprême des forces alliées l'autorisera et à la discrétion du quartier général du Commandant en Chef, Flotte du Pacifique (Commander in Chief, Pacific Fleet ou CINCPAC)". Cette déclaration inclut tous les sous-marins japonais survivants, y compris ceux qui étaient incomplets ou qui avaient été mis hors service au moment de leur capture, et ceux déplacés à Pearl Harbor par l'US Navy.

La décision inclut également les trois anciens sous-marins américains qui se sont rendus au Japon, mais qui n'avaient pas été détruits conformément à l'accord de Potsdam parce que le Chef des Opérations navales (Chief of Naval Operations ou CNO) de l'US Navy a fait valoir avec succès qu'ils étaient des sous-marins japonais au moment de leur reddition et, par conséquent, qu'ils ne relevaient pas de la juridiction de l'accord.
En avril 1946, à Tokyo, le SCAP approuve un plan qui prévoit la mise au rebut complète de tous les anciens navires de combat de la marine japonaise d'une classe supérieure à celle des destroyers. Il prévoit que les navires naufragés et fortement endommagés soient coulés en eau profonde et que tous les sous-marins soient éliminés à flot.
Il existe cinq zones principales de dépôt pour les sous-marins japonais devant être coulés en mer. Ce sont la baie de Maizuru, Kii Suido, Iyo Nada (la mer intérieure de Seto), au large de la baie de Sasebo, et au "Point Deep Six" au large de l'île de Goto-Retto, à environ 35 milles nautiques (65 km) à l'ouest de Nagasaki.

## Opération “Road’s End”
Vingt-quatre sous-marins de la Marine impériale japonaise capables de naviguer par leurs propres moyens et dotés d'un équipage japonais squelettique ont quitté Sasebo et ont été assemblés au "Point Deep Six". Là, ils sont coulés près de la ligne des 100 brasses (182 m), soit par des charges de démolition, soit par les tirs du ravitailleur de sous-marins USS Nereus et du destroyer USS Everett F. Larson le 1er avril 1946.
Les 24 sous-marins de la Marine impériale japonaise coulés au large de Sasebo dans le cadre de l'opération "Road's End" étaient :
- I-36
- I-47
- I-53
- I-58
- I-156
- I-157
- I-158
- I-159
- I-162
- I-366
- I-367
- I-402
- Ro-50
- Ha-103
- Ha-105
- Ha-106
- Ha-107
- Ha-108
- Ha-109
- Ha-111
- Ha-201
- Ha-202
- Ha-203
- Ha-208

## Opération “Dead Duck”
Le 5 avril 1946, au large de la baie de Sasebo, quatre anciens sous-marins de la Marine impériale japonaise, endommagés, sont remorqués en mer et coulés par des charges explosives. Il s'agit de:
- I-202
- Ha-207
- Ha-210
- Ha-216

Le 16 avril 1946, le I-503 (anciennement Comandante Cappellini italien, plus tard UIT-24 allemand) est coulé par l'US Navy dans le Kii Suido (détroit) entre les îles de Honshu et Shikolu. Il avait été capturé dans le chantier naval Mitsubishi de Kobe, sur la côte sud de Honshu.

Ce même jour, le I-504 (anciennement Luigi Torelli italien, plus tard UIT-25 allemand) est également coulé par l'US Navy dans le Kii Suido. Il avait été capturé dans le chantier naval de Kawasaki à Kobe.
Le 30 avril 1946, le Ro-500 (ex-U-511 allemand) est coulé par l'US Navy dans la mer du Japon, dans la baie de Wakasa, près de Maizuru, sur la côte nord de l'île de Honshu, où il s'était rendu. Les circonstances exactes de l'élimination finale des trois ex-U-boote ne sont pas claires, bien qu'il semble probable qu'ils aient été remorqués en mer et sabordés avec des charges de démolition. Les sous-marins I-121 et Ro-68 de la Marine impériale japonaise ont également été sabordés au large de Maizuru le même jour.
En mai 1946, seuls quelques anciens sous-marins de la Marine impériale japonaise sont encore à flot et ceux-ci sont sabordés dans l'Iyo Nada (mer intérieure de Seto). Il s'agit des:
- I-155
- Ro-62
- Ro-63
- Ha-205.

Ce même mois, les dernières opérations sont menées par l'US Navy pour détruire les cinq sous-marins de l'IJN qui avaient été testés et évalués à Pearl Harbor. Tous sont coulés au large d'Hawaï par des sous-marins américains :
- Le 21 mai 1946, le I-203 est coulé par le USS Caiman.
- Le 23 mai 1946, le I-201 est coulé par le USS Queenfish.
- Le 28 mai 1946, le I-14 est coulé par le USS Bugara.
- Le 31 mai 1946, le I-401 est coulé par le USS Cabezon.
- Le 4 juin 1946, le I-400 est coulé par le USS Trumpetfish.

Les sous-marins I-400, I-401, I-14 et ceux de la classe I-201 auraient été coulés pour empêcher que leur technologie ne soit cédée aux Russes.[réf. nécessaire]
Dans l'année 1946,
- le I-369 est démoli au chantier naval de Yokosuka
- le Ha-209 est démoli au chantier naval de Mitsubishi à Shimonoseki.

Le Ha-204, qui s'est échoué dans la baie d'Aburatsu en octobre 1945, est le dernier sous-marin à avoir été détruit. Sa coque est démolie en 1948.
Le rapport du général MacArthur indique qu'en octobre 1946, tous les sous-marins (151 au total) avaient été éliminés. Le rapport cite un article paru en juin 1949 dans le journal "Pacific Stars and Stripes" de Tokyo, selon lequel, lorsque la tâche d'élimination de la Marine impériale japonaise fut terminée, "42 sous-marins avaient été mis à la ferraille et 104 autres avaient été coulés". Ainsi, en plus de l'élimination des 49 sous-marins de la Marine impériale japonaise qui se sont rendus, une centaine d'autres sous-marins ont été soumis au processus d'élimination tel que décrit dans le protocole de Potsdam.
Si les archives rendent possible de préciser où et quand les 49 anciens sous-marins de la Marine impériale japonaise présentés ci-dessus ont atteint leur fin finale; les détails sont moins précis en ce qui concerne la centaine d'autres sous-marins (innavigables) capturés au Japon à la fin de la guerre. En outre, l'armée impériale japonaise avait exploité un certain nombre de sous-marins de transport (Véhicule de transport sous-marin Type 3 ou Maru Yu (マルゆ)) et sept d'entre eux ont été capitulés à la fin de la guerre.